# The Tiger Lillies
The Tiger Lillies est un groupe britannique de dark cabaret, originaire de Londres, en Angleterre. Il est formé en 1989, et s'est produit dans le monde entier en concert ou dans des spectacles théâtraux. Les membres initiaux sont Martyn Jacques (en) au chant, à l'accordéon, au piano et à la guitare, Adrian Huge à la batterie et aux percussions ainsi que Phil Butcher à la contrebasse. Adrian Stout remplace Phil Butcher  à la contrebasse à partir de 1995, tout en amenant avec lui la scie musicale et le thérémine. Adrian Huge est remplacé par Mike Pickering au printemps 2012 puis par Jonas Golland début 2015.

## Histoire

### Années 1990
Le nom du groupe se serait inspiré par une travailleuse du sexe de Soho assassinée, Lillie, qui avait l'habitude de se déguiser en animal, Jacques déclare cependant qu'il avait nommé le groupe d'après une peinture qu'il avait sur son mur. Le groupe est formé en 1989 lorsque Martyn Jacques place une annonce sur Loot à la recherche d'un batteur et d'un bassiste pour un nouveau groupe. Adrian Huge et Phil Butcher (le premier bassiste du groupe, remplacé par Adrian Stout en 1995) sont les seuls musiciens à entrer en contact avec lui et sont donc devenus respectivement le batteur et le bassiste des Tiger Lillies.
Leur premier album sort en 1994. Intitulé Births, Marriages and Deaths, cet album va donner le la aux ambiances bizarres et amères que le groupe va cultiver pendant sa carrière. À la fois festif, cynique et ténébreux, Births, Marriages and Deaths chante la mort, la damnation, la prostitution, la solitude et le désespoir tout en ricanant avec désinvolture. Puis en 1997 sort l'album Farmyard Filth, un album qui contient probablement la plus vaste collection de chansons traitant de zoophilie dans l'histoire du disque. C'est un véritable Arche de Noé qui défile dans les oreilles hilares des auditeurs avertis, entre cet homme amoureux de son mouton et ce pauvre hamster perdu dans un endroit que la morale réprouve…
En 1998, le groupe obtient deux Laurence Olivier Awards pour son « junk-opéra » Shockheaded Peter (catégories : meilleur spectacle, et meilleur rôle dans une comédie musicale pour Martyn Jacques). Cette comédie musicale, inspiré de Der Struwwelpeter, combine l'art du pantomime et le spectacle de marionnettes, accompagné bien sûr par le groupe et ses chansons très sombre (dans l'œuvre originale, seuls quelques enfants meurent). Ce spectacle fera la renommée du groupe grâce notamment à ces prix et une tournée mondiale.
En 1999, plusieurs de leurs chansons sont utilisées pour le film Guns 1748, dans lequel ils font une courte apparition. Au départ, le groupe devait réaliser toute la bande-originale qui sera finalement signée Craig Armstrong. La même année, l'écrivain/illustrateur Edward Gorey aime tellement la chanson Banging in the Nails (chanson à propos de la crucifixion de Jésus-Christ) qu'il envoie au groupe une grande boîte de ses histoires non publiées, dont certaines seront adaptées en chansons par Martyn Jacques. Malheureusement, la mort emporta Edward Gorey avant qu'il ne puisse entendre ces chansons, regroupées sur le CD The Gorey End sorti en 2003, en collaboration avec Kronos Quartet.

### Années 2000
En 2001, plusieurs de leurs chansons sont utilisées pour le film The Quickie de Sergueï Bodrov. Ce même metteur en scène réalise en 2007 Drunken Sailor, un documentaire musical sur The Tiger Lillies. En 2005, The Tiger Lillies et Alexander Hacke du groupe Einstürzende Neubauten s'associent pour créer un spectacle nommé Mountains of Madness tiré des écrits de H. P. Lovecraft. Ce spectacle sera donné à Berlin et sortira en DVD en 2006. Les chansons restent pour le moment inédites au format CD.
En novembre 2007, Martyn Jacques apparait dans le film Exodus de Penny Woolcock, une libre interprétation du livre de l'Exode. Martyn y chante la chanson Hailstones. Au générique, il apparait en tant que Shebeen Singer.
En décembre 2008, l'album Sinderella revient sur le conte de fée Cendrillon avec une forte dose de sordide et de toxicomanie. En collaboration avec Justin Bond de Kiki and Herb, qui jouera le rôle-titre (à savoir « la pute défoncée au crack »), le spectacle sera donné à Londres les 18, 19 et 20 décembre de la même année. Il sera joué à nouveau en octobre 2011 à New York, dans le quartier de Brooklyn, pendant cinq dates d'affilée.
En décembre 2008, sort également Freak Show présenté comme la suite logique de leur album Circus Songs sorti en 1999 et comme la célébration des 20 ans de celui-ci, avec de nouvelles histoires directement inspirées par le monde du cirque. La première mondiale du spectacle, sous la direction artistique de Sebastiano Toma, se fera le 13 janvier 2009 à Athens avec une troupe d'interprètes devenue le parfait bestiaire de cet étrange cirque imaginaire : nains, contorsionnistes, trapézistes et autres jongleurs donnent vie sur scène aux chansons des Tiger Lillies. Depuis, le groupe joue régulièrement ce spectacle en Allemagne, en Hongrie, en Espagne, et en Autriche.
En mars 2009 sort le DVD The Early Years, un documentaire réalisé par Richard Coldman montrant les débuts du groupe au début des années 1990, bien avant leur renommée internationale. Concerts dans des bars, dans des cafés parfois presque vides, dans des mariages et même un « concert familial » sur une plage, le DVD regorge d'images inédites et immortalise parfaitement les premiers instants des Tiger Lillies.
Le 11 juillet 2009, The Tiger Lillies accompagne en direct le diaporama The Ballad of Sexual Dependency de la photographe américaine Nan Goldin, avec une chanson homonyme de 45 minutes dans l'enceinte du théâtre antique d'Arles, durant les Rencontres d'Arles. Ce spectacle sera enregistré et sortira en CD en 2010. La pochette de l'album, très sombre, reprend des photos de Nan Goldin mais dans un style plus gothique. The Tiger Lillies et Nan Goldin reproduiront le spectacle en juin 2011 à Saint-Brieuc et le 19 octobre 2010 dans la salle de la Cité de la musique à Paris. Martyn Jacques dira de la chanson que lui a inspiré les photos de Nan Goldin que c'est l'un de ses meilleurs textes.

### Depuis les années 2010
En mai 2010, The Tiger Lillies a la possibilité de créer un spectacle avec la thématique du crime, spectacle qui sera joué lors de la 17e Biennale de Sydney à Cockatoo Island, l'île Cockatoo, qui abrite une ancienne prison datant du XIXe siècle (proposée au Patrimoine Mondial). Le groupe joue en compagnie de dizaines de (faux) prisonniers sur scène, enfermés derrière des barreaux. L'album Cockatoo Prison propose peut-être les chansons les plus sombres écrites par Martyn Jacques à ce jour avec ces histoires de prisonniers exposants au monde leurs méfaits…
En 2011, David Coulter, multi-instrumentiste ayant collaboré avec de nombreux artistes (comme Tom Waits, The Pogues, Nick Cave, et Marianne Faithfull) organise un évènement pour célébrer l'album Rain Dogs de Tom Waits avec une relecture complète et totalement libre de ses 19 chansons. Entre juillet et novembre 2011, The Tiger Lillies, Arthur H, Camille O'Sullivan, Stef Kamil Carlens, St. Vincent et Erika Stucky accompagnés de plusieurs musiciens et sous la direction artistique de David Coulter, offrent un spectacle dont la première mondiale a lieu à Lyon, en France, lors des Nuits de Fourvière au théâtre antique de Lyon. Suivent des dates en Suisse (Montreux), au Royaume-Uni (Londres), aux Pays-Bas (Eindhoven) et une nouvelle fois en France à Paris. Cette dernière date aura pour invitée spéciale Jane Birkin, qui reprendra seule la chanson Alice ainsi que la chanson Time en duo avec Arthur H. À ce jour,[Quand ?] ce spectacle reste inédit en CD ou en DVD.
Le 15 janvier 2012, pour un épisode des Simpson (Le Rest'oh social - saison 23, épisode 11) diffusé à la télévision américaine, Matt Groening, créateur de la série et grand fan des Tiger Lillies[réf. nécessaire], demande au groupe de créer leur propre version de la musique du générique. Le 16 mars 2012 est organisé la première mondiale du spectacle La Complainte du vieux marin, inspiré du poème de Samuel Taylor Coleridge, à la Maison de la musique de Nanterre. En collaboration avec Mark Holthusen, ce spectacle original propose une expérience visuelle unique, mélange de concert théâtral avec un film d'animation basé sur des images de synthèse, de la stop-motion et des acteurs réels rappelant à la fois les animations de Terry Gilliam époque Monty Python, les masques de Dave McKean et le folklore paranormal écossais. Le groupe joue devant et derrière un très large tulle sur lequel est projeté les différentes animations, offrant une profondeur de champ surprenante aux multiples saynètes surréalistes. Il sera joué à nouveau les 17 et 18 mars au même endroit. Le 20 mars 2012, Martyn Jacques apparaît à la télévision française, sur France 3, dans l'émission Ce soir (ou jamais !) de Frédéric Taddeï, pour y interpréter seul une surprenante version du morceau Living Hell (regardable sur le site officiel de l'émission). En avril 2012, le groupe s’apprête à sortir le CD Hamlet, inspiré de la célèbre pièce de William Shakespeare.
Au début de 2015, Pickering est remplacé par Jonas Golland. À la fin 2021, le groupe recrute le batteur Budi Butenop.

## Style musical et influences
Le style du groupe, inclassable, est décrit comme un cabaret brechtien à l'humour très noir, comme une fusion excentrique entre le burlesque des années 1930 et le music hall anglais ou encore comme le chaînon manquant entre Tom Waits et les Monty Python. Leur style musical s'inspire de la chanson française d'après guerre, de la musique gitane ou encore de l'opéra italien… La voix de Martyn Jacques est comparable à un chant de fausset (ou falsetto), capable de monter très haut dans les aigus, mais également très bas dans les graves avec un timbre presque guttural, donnant à certaines chansons l'impression d'avoir plusieurs chanteurs.
Le groupe cite souvent comme musiciens favoris des artistes comme Jacques Brel, Édith Piaf, Marlene Dietrich (lorsqu'elle chante en Allemand), Billie Holiday, Agnes Bernelle, Amália Rodrigues, Johnny Cash, Enrico Caruso, Maurice Ravel, Erik Satie, et Henryk Górecki. S'il fallait ranger The Tiger Lillies dans une case, elle serait quelque part entre Klaus Nomi et Tom Waits. The Tiger Lillies évolue dans un univers onirique singulier où le macabre poétique jongle avec le sordide rigolard, où l'humour noir flirte avec la figure la plus triste de l'existence. Leurs chansons content des récits de bas-fonds où la brutalité Grand-Guignol côtoient la prostitution et les blasphèmes en tout genre, les losers magnifiques et les freaks les plus étranges.

## Membres
- Martyn Jacques – chanteur, accordéon, piano
- Jonas Golland – batterie, percussions, chant
- Adrian Stout – contrebasse, scie musicale, thérémine, chant

## Discographie

### Albums studio
- 1994 : Births, Marriages and Deaths
- 1995 : Spit Bucket
- 1995 : Ad Nauseam
- 1996 : Goodbye Great Nation (avec Contrastate)
- 1996 : The Brothel to the Cemetery
- 1997 : Farmyard Filth
- 1998 : Low Life Lullabies
- 1998 : Shockheaded Peter
- 1999 : Bad Blood and Blasphemy
- 2000 : Circus Songs
- 2000 : Bouquet of Vegetables - The Early Years
- 2001 : 2 Penny Opera
- 2003 : The Sea
- 2003 : The Gorey End (avec Kronos Quartet)
- 2003 : Live In Russia 2000-2001
- 2004 : Punch and Judy
- 2004 : Death and the Bible
- 2005 : Huinya (avec Leningrad)
- 2006 : Die Weberischen
- 2006 : The Little Matchgirl
- 2007 : Urine Palace (avec The Symphony Orchestra of Norrlandsoperan)
- 2007 : Live in Soho
- 2007 : Love and War (avec David McGuinness de Concerto Caledoni)
- 2008 : 7 Deadly Sins
- 2009 : Sinderella (avec Justin Bond de Kiki and Herb)
- 2009 : Live at the New Players Theatre (The Songs of Shockheaded Peter and other Gory Verses)
- 2009 : Freak Show
- 2010 : Cockatoo Prison
- 2010 : Here I am Human (album dédié à Frank Wolf, ami et collaborateur du groupe, disparu pendant la préparation du spectacle. Une chanson instrumentale lui est dédié)
- 2011 : The Ballad of Sexual Dependency (avec Nan Goldin)
- 2011 : Woyzeck and the Tiger Lillies
- 2012 : The Rime of the Ancient Mariner
- 2012 : Hamlet
- 2013 : Either/Or
- 2014 : Lulu – A Murder Ballad
- 2014 : A Dream Turns Sour
- 2015 : The Story of Franz Biberkopf
- 2015 : Madame Piaf
- 2015 : Love for Sale - A Hymn to Heroin
- 2016 : Cold Night in Soho
- 2017 : Edgar Allan Poe's Haunted Palace
- 2017 : Corrido de la Sangre
- 2020 : COVID-19 (uniquement au format numérique)
- 2020 : COVID-19, Vol. II (uniquement au format numérique)
- 2020 : Litany of Satan (uniquement au format numérique)
- 2020 : Lemonaki
- 2021 : Requiem for a Virus (uniquement au format numérique)
- 2021 : A Christmas Carol
- 2021 : Onepenny Opera
- 2021 : The Last Days of Mankind

### DVD
- 2006 : Shockheaded Peter and Other Songs
- 2006 : Mountains of Madness (avec Alexander Hacke)
- 2009 : The Early Years (film de Richard Coldman)
- 2011 : The Tiger Lillies in Prague (documentaire sur la préparation de spectacle Here I Am Human. Le packaging du DVD a la particularité d'être un sac pour ramasser les excréments des chiens dans les rues…)